# Pelonne
Pelonne est une commune française située dans le département de la Drôme, en région Auvergne-Rhône-Alpes.

## Géographie

### Localisation
Pelonne est situé à 7 km au sud de Rémuzat (chef-lieu du canton) et à 33 km à l'est de Nyons.

### Relief et géologie
Sites particuliers :
- Rocher du Banc (1175 m)[1].

### Hydrographie
Pelonne est sur les rives de l'Eygues,.
Autres cours d'eau :
- Ravin de Francagnole ;
- Ravin de la Gautière ;
- Ravin du Pas de Jourdan ;
- Ruisseau des Graves.

### Climat
Pour des articles plus généraux, voir Climat d'Auvergne-Rhône-Alpes et Climat de la Drôme.
En 2010, le climat de la commune est de type climat méditerranéen altéré, selon une étude du Centre national de la recherche scientifique s'appuyant sur une série de données couvrant la période 1971-2000. En 2020, Météo-France publie une typologie des climats de la France métropolitaine dans laquelle la commune est exposée à un climat de montagne ou de marges de montagne et est dans la région climatique  Alpes du sud, caractérisée par une pluviométrie annuelle de 850 à 1 000 mm, minimale en été. 
Pour la période 1971-2000, la température annuelle moyenne est de 11,7 °C, avec une amplitude thermique annuelle de 17 °C. Le cumul annuel moyen de précipitations est de 973 mm, avec 7,5 jours de précipitations en janvier et 4,7 jours en juillet. Pour la période 1991-2020, la température moyenne annuelle observée sur la station météorologique de Météo-France la plus proche, « Remuzat », sur la commune de Rémuzat à 4 km à vol d'oiseau, est de 11,9 °C et le cumul annuel moyen de précipitations est de 889,2 mm,. Pour l'avenir, les paramètres climatiques de la commune estimés pour 2050 selon différents scénarios d'émission de gaz à effet de serre sont consultables sur un site dédié publié par Météo-France en novembre 2022.

## Urbanisme

### Typologie
Au 1er janvier 2024, Pelonne est catégorisée commune rurale à habitat très dispersé, selon la nouvelle grille communale de densité à 7 niveaux définie par l'Insee en 2022.
Elle est située hors unité urbaine et hors attraction des villes,.

### Occupation des sols
L'occupation des sols de la commune, telle qu'elle ressort de la base de données européenne d’occupation biophysique des sols Corine Land Cover (CLC), est marquée par l'importance des forêts et milieux semi-naturels (53 % en 2018), une proportion sensiblement équivalente à celle de 1990 (52,9 %). La répartition détaillée en 2018 est la suivante : forêts (48,9 %), zones agricoles hétérogènes (47 %), milieux à végétation arbustive et/ou herbacée (4,1 %). L'évolution de l’occupation des sols de la commune et de ses infrastructures peut être observée sur les différentes représentations cartographiques du territoire : la carte de Cassini (XVIIIe siècle), la carte d'état-major (1820-1866) et les cartes ou photos aériennes de l'IGN pour la période actuelle (1950 à aujourd'hui).

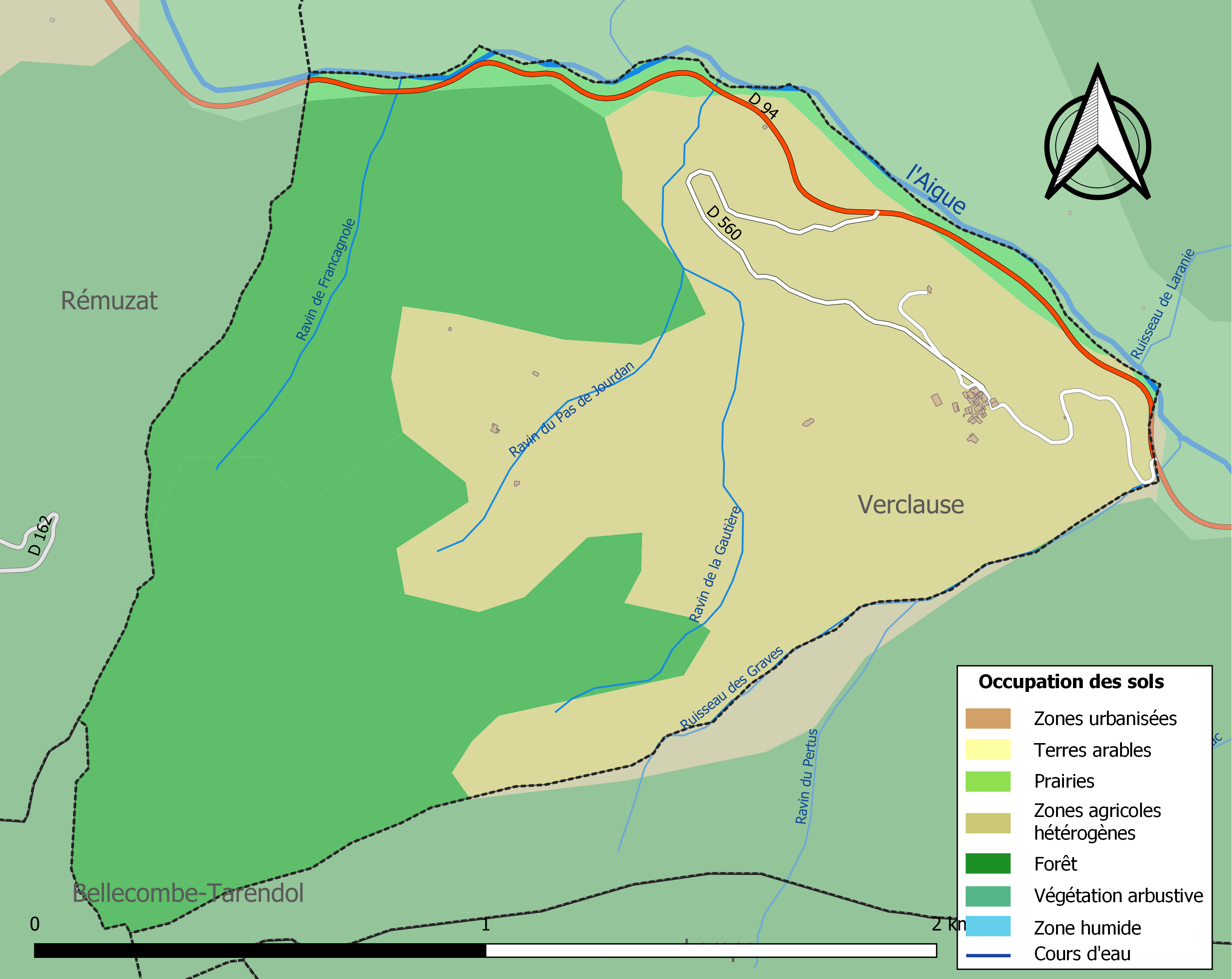
Carte des infrastructures et de l'occupation des sols de la commune en 2018 (CLC).

### Morphologie urbaine

#### Quartiers, hameaux et lieux-dits
Site Géoportail (carte IGN) :
- le Casset ;
- les Eyguières ;
- les Serres ;
- Rabasse.

## Toponymie

### Attestations
Dictionnaire topographique du département de la Drôme :
- 1183 : mention de la paroisse : Ecclesia de Pelonna (Masures de l'Île-Barbe, 117).
- 1251 : Castrum de Pellona (cartulaire de l'Île-Barbe).
- 1891 : Pelonne, commune du canton de Rémuzat.

## Histoire

### Du Moyen Âge à la Révolution
La seigneurie :
- Suzeraineté des évêques de Die[2].
- Au point de vue féodal, Pelonne était une terre (ou seigneurie) qui relevait en fief des barons de Mévouillon et en arrière-fief des abbés de l'Île-Barbe[14].
- 1560 : possession des Tholon de Sainte-Jalle[14].
- 1667 : la terre passe (par mariage) aux Fortia[14].
- 1685 : passe (par mariage) aux Blégiers de Taulignan, derniers seigneurs[14].

Avant 1790, Pelonne était une communauté de l'élection de Montélimar et de la subdélégation et du bailliage du Buis.

Elle formait une paroisse du diocèse de Gap, dont l'église était celle d'un prieuré de l'ordre de Saint-Benoît (de la dépendance de l'abbaye de l'île-Barbe) uni à celui de Lemps dès le XIVe siècle.

### De la Révolution à nos jours
En 1790, la commune fait partie du canton de Remuzat.

## Politique et administration

### Liste des maires
| Période                                                                      | Période                   | Identité                              | Étiquette | Qualité                  |
| ---------------------------------------------------------------------------- | ------------------------- | ------------------------------------- | --------- | ------------------------ |
| Les données manquantes sont à compléter. : de la Révolution au Second Empire |                           |                                       |           |                          |
| 1790                                                                         | 1871                      | ?                                     |           |                          |
| Les données manquantes sont à compléter. : depuis la fin du Second Empire    |                           |                                       |           |                          |
| 1871                                                                         | 1874                      | ?                                     |           |                          |
| 1874                                                                         | 1878                      | ?                                     |           |                          |
| 1878                                                                         | 1884                      | ?                                     |           |                          |
| 1884                                                                         | 1888                      | ?                                     |           |                          |
| 1888                                                                         | 1892                      | ?                                     |           |                          |
| 1892                                                                         | 1896                      | ?                                     |           |                          |
| 1896                                                                         | 1900                      | ?                                     |           |                          |
| 1900                                                                         | 1904                      | ?                                     |           |                          |
| 1904                                                                         | 1908                      | ?                                     |           |                          |
| 1908                                                                         | 1912                      | ?                                     |           |                          |
| 1912                                                                         | 1919                      | ?                                     |           |                          |
| 1919                                                                         | 1925                      | ?                                     |           |                          |
| 1925                                                                         | 1929                      | ?                                     |           |                          |
| 1929                                                                         | 1935                      | ?                                     |           |                          |
| 1935                                                                         | 1945                      | ?                                     |           |                          |
| 1945                                                                         | 1947                      | ?                                     |           |                          |
| 1947                                                                         | 1953                      | ?                                     |           |                          |
| 1953                                                                         | 1959                      | ?                                     |           |                          |
| 1959                                                                         | 1965                      | ?                                     |           |                          |
| 1965                                                                         | 1971                      | ?                                     |           |                          |
| 1971                                                                         | 1977                      | ?                                     |           |                          |
| 1977                                                                         | 1983                      | ?                                     |           |                          |
| ?                                                                            | ?                         | Max Duc                               | PCF       |                          |
| 1983                                                                         | 1989                      | Jeannette Deydier                     |           |                          |
| 1989                                                                         | 1995                      | Jeannette Deydier                     |           | maire sortante           |
| 1995                                                                         | 2001                      | Jeannette Deydier                     |           | maire sortante           |
| 2001                                                                         | 2008                      | Jérôme Morin                          |           |                          |
| 2008                                                                         | 2014                      | Jérôme Morin                          |           | maire sortant            |
| 2014                                                                         | 2020                      | Mireille Quarlin                      |           | agricultrice (retraitée) |
| 2020                                                                         | En cours (au 13 mai 2021) | Mireille Quarlin[source insuffisante] |           | maire sortante           |

## Population et société

### Démographie
L'évolution du nombre d'habitants est connue à travers les recensements de la population effectués dans la commune depuis 1793. Pour les communes de moins de 10 000 habitants, une enquête de recensement portant sur toute la population est réalisée tous les cinq ans, les populations de référence des années intermédiaires étant quant à elles estimées par interpolation ou extrapolation. Pour la commune, le premier recensement exhaustif entrant dans le cadre du nouveau dispositif a été réalisé en 2004.

En 2022, la commune comptait 25 habitants, en évolution de +8,7 % par rapport à 2016 (Drôme : +2,64 %, France hors Mayotte : +2,11 %).
| 1793 | 1800 | 1806 | 1821 | 1831 | 1836 | 1841 | 1846 | 1851 |
| ---- | ---- | ---- | ---- | ---- | ---- | ---- | ---- | ---- |
| 84   | 64   | 83   | 67   | 72   | 75   | 75   | 80   | 89   |

| 1856 | 1861 | 1866 | 1872 | 1876 | 1881 | 1886 | 1891 | 1896 |
| ---- | ---- | ---- | ---- | ---- | ---- | ---- | ---- | ---- |
| 77   | 69   | 73   | 69   | 85   | 66   | 59   | 65   | 66   |

| 1901 | 1906 | 1911 | 1921 | 1926 | 1931 | 1936 | 1946 | 1954 |
| ---- | ---- | ---- | ---- | ---- | ---- | ---- | ---- | ---- |
| 72   | 53   | 55   | 51   | 48   | 48   | 44   | 23   | 26   |

| 1962 | 1968 | 1975 | 1982 | 1990 | 1999 | 2004 | 2006 | 2009 |
| ---- | ---- | ---- | ---- | ---- | ---- | ---- | ---- | ---- |
| 21   | 19   | 20   | 19   | 26   | 23   | 18   | 19   | 18   |

| 2014 | 2019 | 2022 | - | - | - | - | - | - |
| ---- | ---- | ---- | - | - | - | - | - | - |
| 22   | 27   | 25   | - | - | - | - | - | - |

### Manifestations culturelles et festivités
- Fête : le dimanche après le 9 février[2].

## Économie

### Agriculture
En 1992 : bois, pâturages (ovins).

## Culture locale et patrimoine

### Lieux et monuments
- Vieux village pittoresque[2].
- Petite église restaurée[2].

### Personnalités liées à la commune
- Sylvette Aumage, originaire du village, est une documentaliste exerçant au lycée Blum de Créteil, également bénévole au Musée de la Résistance nationale. Elle a inspiré le personnage d'Yvette Thomas, interprété par l'actrice Geneviève Mnich, dans le film Les Héritiers (2014) de Marie-Castille Mention-Schaar[réf. nécessaire].

### Héraldique, logotype et devise
|  | Pelonne possède des armoiries dont l'origine et le blasonnement exact ne sont pas disponibles. |